# Ferbam
Ferbam ist eine chemische Verbindung aus der Gruppe der Dithiocarbamate, welche – wie andere Dithiocarbamate – als Pflanzenschutzmittel eingesetzt wird.

## Gewinnung und Darstellung
Ferbam kann durch Reaktion von Kohlenstoffdisulfid mit Dimethylamin und Natriumhydroxid und weitere Reaktion des entstehenden Zwischenproduktes (Natriumdimethyldithiocarbamat) mit Eisen(III)-sulfat gewonnen werden.

## Verwendung
Ferbam wurde als Breitband-Fungizid bei Obst, verschiedenen Früchten und Beeren sowie Kartoffeln und Tabak eingesetzt. Erste Untersuchungen zu den toxikologischen Eigenschaften der Verbindung fanden Mitte der 1960er Jahre statt.

## Zulassung
1995 wurde die Zulassung von Ferbam als Pflanzenschutzmittel in der EU widerrufen. In den EU-Staaten wie Deutschland und Österreich sowie in der Schweiz ist kein Pflanzenschutzmittel zugelassen, das diesen Wirkstoff enthält.
Die erlaubte Tagesdosis von Ferbam ist mit 3 µg/kg/d festgelegt.